# Chris van Abkoude
Christiaan Frederik (Chris) van Abkoude, later Charles Winters (Rotterdam, 6 november 1880 – Portland (Oregon), 2 januari 1960), was een Nederlands-Amerikaanse onderwijzer, journalist, schrijver, oorlogscabaretier en kinderentertainer. Hij was grondlegger van het Nederlandse kindercabaret en ruim veertig jaar actief als verhalenverteller, zanger, musicus, poppenkastspeler, buikspreker en goochelaar.
In Nederland is hij vooral befaamd als auteur van ruim veertig kinderboeken, waarvan de bekendste Kruimeltje en de Pietje Bell-reeks zijn.

## Levensloop

### Jeugdjaren

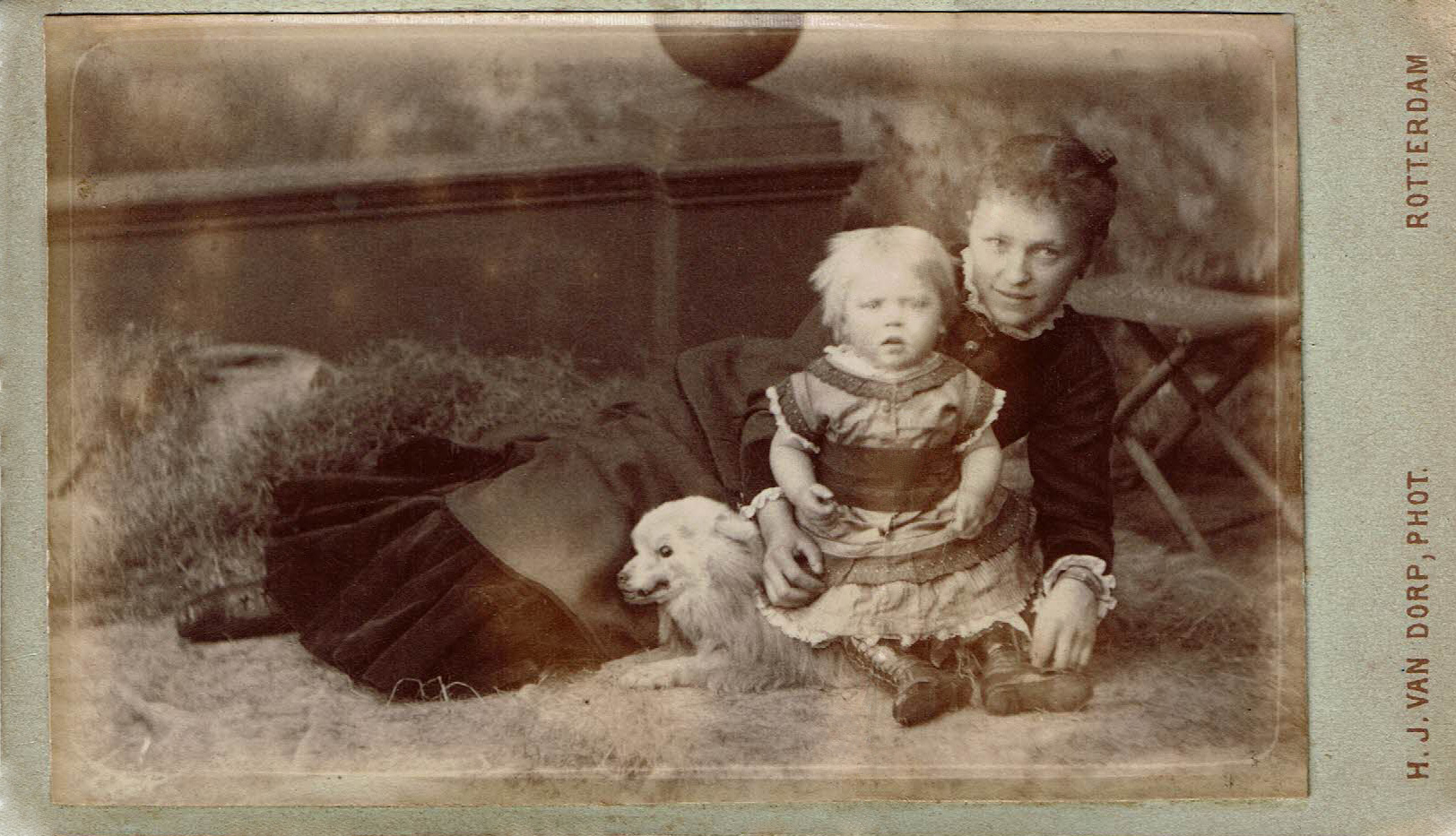
Foto uit 1881 van Chris van Abkoude en zijn 16 jaar oudere halfzuster Ida Margaretha

Van Abkoude werd geboren als zoon van de Rotterdamse middenstander Pieter van Abkoude, die een modezaak en kinderkledingwinkel in de Rotterdamse wijk Crooswijk had. Zijn moeder stierf in het kraambed, twee weken na Chris' geboorte. Zij was de derde echtgenote die zijn vader moest begraven. Chris' opvoeding kwam grotendeels op het conto van zijn zestien jaar oudere halfzus Ida Margaretha, die later model stond voor Martha, de oudere zus van Pietje Bell. Het gezin beschikte over voldoende middelen om Chris naar een particuliere school te sturen, de christelijke dag- en kostschool Van Beek. De school leidde op voor de hbs en het gymnasium. Daarna wilde Van Abkoude graag een studie in de letteren gaan volgen, maar zijn zakelijk aangelegde vader zag hier geen brood in en deed hem in opleiding bij een graanhandel en vervolgens bij een expeditiebureau. Van Abkoude bleek echter niet in de wieg gelegd voor het bedrijfsleven. Als compromis werd daarna besloten hem naar de normaalschool (of kweekschool) te sturen om onderwijzer te worden. Hij onderbrak deze studie voor militaire dienst bij het Garderegiment Grenadiers en Jagers te Den Haag, waar Van Abkoude afzwaaide als korporaal. Op 11 mei 1901 behaalde hij zijn onderwijsakte.

### 1901 - 1910

#### Onderwijzer en journalist
Van 1901 tot 1910 was Van Abkoude leerkracht op de Openbare school nr. 10, een volksschool aan de Koepelstraat in de Rotterdamse wijk Crooswijk. Hij kreeg snel veel moeite met de verouderde pedagogische opvattingen die gemeengoed waren op deze school en ging in 1903 naast het lesgeven zich ook met journalistiek bezighouden. Hij werd redacteur van Het Rotterdammertje, een lokaal weekblaadje dat werd uitgegeven door de boekhandelaar en drukker D. Brouwer. Voor dit blad schreef hij vlammende artikelen over misstanden in Rotterdam, waaronder de armoede onder de Rotterdamse jeugd. Voor dit thema trok Van Abkoude de sloppenwijken van zijn geboortestad in. Deze artikelen kregen landelijk aandacht in de media en werden in 1904 door D. Brouwer onder de titel Droevig kinderleven in Rotterdam - Een onderzoek naar den toestand van behoeftige schoolkinderen als brochure uitgegeven.

#### Literaire ambities
Begin 1904 staakte Van Abkoude zijn werkzaamheden voor Het Rotterdammertje en ondernam pogingen naam te maken als literair schrijver. Al in 1902 had hij de bekende dichter Willem Kloos in een brief om beoordeling van zijn werk gevraagd. Uitgeverij Van Holkema & Warendorf publiceerde in 1904 en 1905 twee novellen van zijn hand die deels een autobiografisch karakter hebben. Zowel in de novelle De bruiloft van Henri Terborgh (1904) als in Een strijd tegen domheid (1905) spelen problemen door standsverschillen tussen twee geliefden een belangrijke rol. Van Abkoude had dit aan den lijve ondervonden en het thema zou regelmatig terugkomen in zijn werk. Zelfs vijftien jaar later, in De vlegeljaren van Pietje Bell (1920), schreef Van Abkoude nog over een opbloeiende romance tussen Pietje en een rijk meisje die in de kiem wordt gesmoord.
In 1905 trouwde Van Abkoude met zijn buurtgenootje Johanna Alida van Wijk. Twee maanden later werd hun zoon Pieter geboren, in 1907 volgde zoon Dirk en twee jaar later zoon Christiaan, roepnaam Bob. Ze zouden in 1922 model staan voor de hoofdpersonen van het boek De zonen van Pietje Bell.

#### Kinderschrijver
Wegens gebrek aan succes besloot Van Abkoude in 1906 zijn pogingen voet aan literaire grond te krijgen te laten varen. Hij zou zich voortaan op kinderen richten, en richtte dat jaar het Rotterdamse kinderkoor Jong Holland op. Daarnaast begon hij met het schrijven voor kinderen. In 1907 verschenen zijn eerste twee kinderboeken, Bert en Bram en Hollandsche jongens, beide uitgegeven door de Alkmaarse uitgeverij Kluitman. Een jaar later volgde Hein Stavast, het eerste boek van Chris van Abkoude dat geïllustreerd werd door Jan Rinke, de illustrator die later Pietje Bell van zijn beroemde knipoog zou voorzien. Tot zijn dood in 1922 bleef Rinke de vaste illustrator van het werk van Van Abkoude en hij raakte ook persoonlijk met de schrijver bevriend.

#### De Gids
In 1908 werd Van Abkoude opnieuw redacteur van een lokaal weekblad. Voor De Gids, weekblad voor het Noorden, een uitgave van de Rotterdamse boekhandelaar T. van Beerschooten, verzorgde hij onder de naam 'Oom Chris' een kinderrubriek, die het blad al snel populair maakte. Van Abkoude richtte vervolgens via dit blad De Gidsclub op, een vereniging voor kinderen waarvoor hij regelmatig grote kinderfeesten organiseerde, bestaande uit voordrachten uit zijn kinderboeken, poppenkastvoorstellingen en liedjes die hij aan de piano ten gehore bracht. Zijn succesvolle poppenspel tijdens deze feesten bracht hem op het idee om met een poppenkast op reis te gaan.

#### Met de poppenkast op reis
In 1907 hadden de verslaggevers Jean-Louis Pisuisse en Max Blokzijl van het Algemeen Handelsblad als pseudo-Italiaanse straatzangers een reis gemaakt, en hierover onder pseudoniem reportages geschreven in de krant. Dit soort undercover-journalistiek was begin 20e eeuw erg populair. Ook de journalisten M.J. Brusse en Israël Querido gingen in deze periode incognito op pad. Van Abkoude trok in de zomervakantie van 1909 samen met twee kennissen, journalist J. Pekop de Haas en onderwijzer P. van Leening als arme poppenkastspelers door het Zuiden van Nederland. Ook zij bedienden zich hierbij van een pseudoniem. Van Abkoude gebruikte de naam 'Jacques Helmer', De Haas ging als 'Karel Mullens' en Van Leening als 'Victor de Koster'. Ze gebruikten vervalste aanbevelingen om optredens te regelen.
In de maanden juli 1909 tot oktober 1909 publiceerde Het Rotterdamsch Dagblad wekelijks artikelen die Van Abkoude over deze reis schreef. Deze verslagen waren dusdanig succesvol dat de drie mannen na terugkomst op uitnodiging tot ver buiten Rotterdam op tournee gingen met hun poppenkast en liedjes.

#### Afscheid van het onderwijs
Het groeiende succes als kinderentertainer deed Van Abkoude eind 1909 besluiten het onderwijs vaarwel te zeggen en zijn brood te gaan verdienen als schrijver en kinderartiest.
In 1910 verschenen de reisverslagen uit Het Rotterdamsch Dagblad in boekvorm bij uitgeverij Scheltens & Giltay, onder als titel Met de poppenkast op reis. Avontuurlijke lotgevallen van drie journalisten. Dezelfde uitgever publiceerde dat jaar onder de titel Schoolmannen, een roman over de onderwijswereld een grotendeels autobiografische roman, waarin Van Abkoude onder het pseudoniem Bernhard Verhoef zijn frustraties over standsverschillen en zijn tijd als onderwijzer verwerkte. Ook schreef hij dat jaar enkele kinderboeken, waaronder Het jongenskamp, een bewerking van een roman van de Duitser Walter Heichen. Dit boek beschreef belevenissen van kinderen uit grote steden die de zomervakantie doorbrengen zonder toezicht van ouders, onderwijzers of leiders. Tot dat moment had Van Abkoude kinderboeken geschreven die voldeden aan de pedagogische opvattingen van zijn tijdsgenoten. Dit werk was een eerste signaal van de vrijere opvattingen van de voormalige onderwijzer. Ook als kinderboekenauteur begon Van Abkoude de bakens te verzetten.

### 1911 - 1915

#### Kinderartiest en schrijver
De lezingen die Van Abkoude combineerde met poppenkastspel en eigen liedjes waren zodanig succesvol dat hij al snel uit alle hoeken van het land uitnodigingen kreeg voorstellingen te komen geven. De organisatie was veelal in handen van lokale dagbladen. Er werd vol lof over deze nieuwe vorm van kinderentertainment geschreven. Feitelijk was Van Abkoude de eerste kinderschrijver die op een dergelijke informele wijze met zijn jeugdig lezerspubliek contact maakte. Tijdgenoten als de onderwijzer Cornelis Johannes Kieviet, schrijver van de beroemde schelmenroman Dik Trom lazen hun werk ook wel voor aan kinderen, maar dat bleef veelal beperkt tot het klaslokaal. Van Abkoude kwam met een compleet programma van muziek, verhalen en poppenspel. Hij kan daarmee beschouwd worden als de grondlegger van het Nederlandse kindercabaret. Tot het uitbreken van de Eerste Wereldoorlog medio 1914 verzorgde hij ruim duizend optredens voor kinderen. In een reclamefolder die Van Abkoude veel later gebruikte voor zijn optredens schreef hij in deze periode ook te hebben opgetreden voor een jonge prinses Juliana.
Ondertussen bleef Van Abkoude ook erg productief als schrijver. Jaarlijks verschenen meerdere kinderboeken van zijn hand, waaronder het in 1912 door Bruna uitgegeven boek De padvinders van Duinwijk, een van de eerste boeken over de padvinderij. Het was opnieuw een poging om bepaalde pedagogische opvattingen voor het voetlicht te brengen. Zijn productiviteit als schrijver en entertainer was echter geen vetpot, en in 1913 besloot hij naar Laren te verhuizen, waar hij een zomerwoning huurde. Zijn vrouw en zoons vonden onderdak bij een gezin. Afgezonderd van zijn gezin kon hij al zijn tijd en energie gebruiken voor het schrijven en optreden.

#### Jolige Liedjes voor de jeugd
In november 1913 kwam uitgeverij Scheltens & Giltay met de uitgave Jolige liedjes voor de Jeugd. Het betreft een door Jan Rinke geïllustreerde bundel van vijfentwintig zeer succesvolle liedjes die Van Abkoude tijdens zijn optredens voor de jeugd gebruikte. De muziek was van de componist Henri Zagwijn, een voormalig collega op de school aan de Koepelstraat. Door het ondeugende karakter van de tekst zorgde de publicatie voor een landelijk protest van pedagogen en opvoedkundigen. Een door een commissie van notabelen ingezonden stuk getiteld "EEN WAARSCHUWING" werd door een groot aantal kranten, o.a. De Telegraaf en Algemeen Handelsblad, overgenomen en door de redactie voorzien van adhesiebetuigingen. Over Chris van Abkoude en zijn werk werd een banvloek uitgesproken die decennialang zou voortduren.

#### Pietje Bell

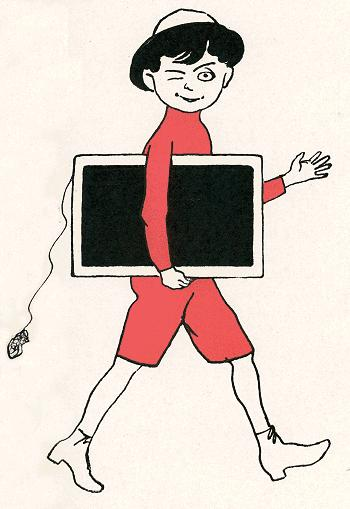
Pietje Bell op weg naar school. Afgebeeld door Jan Rinke in Pietje Bell of de lotgevallen van een ondeugenden jongen uit 1914

Begin 1914 huurde Van Abkoude een woning aan de Schoolstraat in Baarn en werd hij herenigd met zijn gezin. Daar schreef hij het boek Pietje Bell, met als oorspronkelijke titel Pietje Bell of de lotgevallen van een ondeugenden jongen. Het was een verhalende versie van de kwajongensstreken uit de liedbundel Jolige liedjes en bevatte voorts een aantal autobiografische elementen. Het boek was geïllustreerd door Jan Rinke, die de hoofdpersoon steevast van een knipoog voorzag. Zijn inspiratie ontleende Rinke aan de verdediging van Van Abkoude op alle kritiek rondom de liedbundel. Van Abkoude schreef in Het Volk dat men de liedjes niet zo serieus moest nemen, omdat deze met een knipoogje dienden te worden voorgedragen. Het boek was direct een enorm succes onder de jeugd. De pedagogische bezwaren tegen de liedbundel zouden in latere jaren ook op dit bekendste werk van Van Abkoude van toepassing worden verklaard.

#### Oorlogscabaretier
Vooralsnog bleef kritiek op het boek over Pietje Bell achterwege. Reden was dat in augustus 1914, kort na publicatie van het boek, de Eerste Wereldoorlog uitbrak. Van Abkoude werd onder de wapenen geroepen en diende van augustus 1914 tot mei 1916 als korporaal bij de landweer. Van Abkoude schreef in dienst een aantal zogenoemde Landweerrijmen; komische stukken over zijn belevenissen bij de landweer, die hij gebruikte als tekst voor een serie ansichtkaarten die de soldaten konden kopen om naar huis te sturen. Ook verwerkte hij de teksten in optredens die hij als cabaretier gaf voor de soldaten. Ook in deze vorm van amusement bleek hij zeer vaardig en eind 1914 kreeg hij van de legerleiding toestemming met zijn cabaretvoorstelling op tournee te gaan naar de forten gelegen aan de Nieuwe Hollandse Waterlinie, de verdedigingslinie van het neutraal gebleven Nederland. Gedurende de wintermaanden van 1914 en 1915 oogstte Chris van Abkoude landelijk veel succes met zijn vele optredens als oorlogscabaretier.

#### Jaap Snoek van Volendam
In 1915 verscheen bij Kluitman het boek Jaap Snoek van Volendam. Kort voor het uitbreken van de Eerste Wereldoorlog brachten Van Abkoude en Jan Rinke enige tijd door in Volendam. In het boek wordt Jan Rinke ten tonele gevoerd als de schilder Breedenvoorde. Van Abkoude schrijft zichzelf in het boek als 'Bernard Verhoef', het pseudoniem dat hij in 1910 gebruikte voor de autobiografische roman Schoolmannen. In 1936 zou in de Verenigde Staten bij Barrows Musey te New York een vertaling van dit boek verschijnen, onder de titel 'Brown sails and silver guilders'. Deze vertaling was niet succesvol.

### 1916 - 1930

#### Emigratie
Tijdens zijn tweede tournee als oorlogscabaretier leerde Van Abkoude de tien jaar jongere zangeres Betty Poulus kennen, die evenals Van Abkoude optredens verzorgde voor de soldaten. Vanaf eind 1915 gingen Van Abkoude en Poulus samen optreden. In het voorjaar van 1916 kreeg Van Abkoude toestemming de militaire dienst voortijdig te verlaten wegens een voorgenomen emigratie naar de Verenigde Staten.
Al in 1910 had Van Abkoude in het boek Tim en Tom met veel enthousiasme geschreven over de Holland-Amerika Lijn en ook in Jan Boenders of hoe een Hollandsche jongen in Amerika rijk werd (1913) had hij al iets van zijn bewondering voor de Nieuwe Wereld losgelaten. Tijdens optredens in 1913 vertelde hij zijn jeugdig publiek dat hij het voornemen had zijn vleugels uit te slaan. Het is niet onwaarschijnlijk dat ook de storm van kritiek die eind 1913 over zijn werk losbarstte een rol heeft gespeeld bij dit besluit.
Op woensdag 7 juni 1916 vertrok Van Abkoude met het SS Noordam van de Holland-Amerika Lijn naar de Verenigde Staten. Hij reisde samen met Betty Poulus, die van plan was in Amerika een muzikale carrière op te bouwen. De bedoeling was dat vrouw en kinderen de overtocht zouden maken nadat Van Abkoude werk en huisvesting zou hebben gevonden. Van Abkoude huurde een woning in Hackensack (New Jersey) en kon in die plaats aan de slag als pianist voor stomme films bij het Eureka Theatre. Omdat Amerikanen moeite hadden met het uitspreken van zijn Nederlandse naam, veranderde hij deze in Charles Winters.

#### Familiegeheim
Bij uitgeverij Kluitman verscheen in het najaar van 1916 het boek De zonnige jeugd van Frits van Duuren. Evenals Pietje Bell heeft hoofdpersoon Frits een oudere zus, hier Bep genoemd. Betty Poulus stond voor haar model en stuurde na publicatie vol trots een exemplaar naar een nichtje in Nederland. Vanwege de oorlog duurde het ruim een jaar voordat de overige leden van het gezin de overtocht konden maken en gedurende dit jaar kreeg Van Abkoude een verhouding met Betty Poulus. Op vrijdag 6 juli 1917 konden zijn vrouw en kinderen eindelijk de oversteek maken. Drie dagen later beviel Poulus van een dochter van Van Abkoude. Ze wordt Mary Christine genoemd. Ook na aankomst van het gezin duurde de relatie voort. Nog geen twee jaar later, op 25 maart 1919, beviel Poulus van een tweede kind van de schrijver, een zoon genaamd Frederik Christiaan. De wijze waarop alle betrokkenen gedurende deze jaren met deze complexe situatie omgaan is onbekend. Het bestaan van beide kinderen bleef tot ver na de dood van Chris van Abkoude en Betty Poulus een goed bewaard familiegeheim. In correspondentie met Nederland werden beide kinderen stelselmatig verzwegen.

#### De vlegeljaren van Pietje Bell
In 1920 kwam uitgeverij Kluitman met een vervolg op het succesvolle boek Pietje Bell. In De vlegeljaren van Pietje Bell is de hoofdpersoon 16 jaar. Van Abkoude vlocht wederom een aantal autobiografische elementen door het verhaal. Na afronding van zijn schooltijd gaat ook Pietje aan de slag bij een graanhandel om vervolgens te gaan werken als journalist, waarvoor hij, net als Van Abkoude tijdens zijn jaren als redacteur van Het Rotterdammertje, allerlei buurtactiviteiten beschrijft. Evenals Van Abkoude vertrekt Pietje aan het eind van het boek met de Holland Amerika lijn naar het beloofde land.

#### De zonen van Pietje Bell
Twee jaar later dacht van Abkoude de belevenissen van Pietje Bell af te kunnen ronden met het boek De zonen van Pietje Bell (1922), waarin zijn drie oudste kinderen de hoofdrol kregen. Niet uitsluitend de namen, maar ook het uiterlijk en de karakterkenmerken van de jongens komen overeen met de eigen zoons van Chris van Abkoude.

#### Kruimeltje
Datzelfde jaar werd besloten dat Mary en Fred, de beide onwettige kinderen, werden geadopteerd en in het gezin werden opgenomen. Zo kreeg Poulus haar handen vrij voor haar muzikale carrière. Deze ingrijpende keuze verwerkte Van Abkoude in zijn nieuwste boek. In 1923 verscheen Kruimeltje, de belevenissen van een straatjongen die is afgestaan door zijn moeder, de pianiste Vera DiBorboni. In de oorspronkelijk uitgave van Kruimeltje gaf Van Abkoude als Charles Winters een verklaring van de beslissing van de moeder van Kruimeltje afstand te doen van haar kind:
"De moeder van Kruimeltje, voor zoover ik uit uw verhaal heb kunnen opmaken, was een slachtoffer der omstandigheden. Als ze niets meer van zich heeft laten hooren, zal ze daarvoor wel redenen gehad hebben". Poulus heeft daadwerkelijk nooit meer contact opgenomen met haar beide kinderen. Als klassiek zangeres oogstte ze in de jaren dertig in Amerika grote successen.
Het boek Kruimeltje evenaarde al snel het succes van de boeken over Pietje Bell. Al een jaar na publicatie werd er een toneelvoorstelling van gemaakt.

#### Pietje Bell's goocheltoeren
De twee jonge kinderen die nu deel uitmaken van het gezin inspireerden Chris van Abkoude in 1924 tot het schrijven van een nieuw Pietje Bell boek. In Pietje Bell's goocheltoeren keerde Van Abkoude terug naar de beginjaren van Pietje Bell. Pietje is in dit deel weer zes jaar en zet als vanouds de boel op stelten.

#### Heckscher Theatre
In 1926 ging Van Abkoude voor de New Yorkse liefdadigheidsorganisatie The Heckscher Foundation for Children werken als 'Children's Director'. Hij kreeg daarbij de leiding over 'The Heckscher Theatre', een theater met het formaat van een gemiddeld Broadway schouwburg. Naast optreden was zijn taak het organiseren van grootschalige activiteiten voor kinderen. In die hoedanigheid verzorgde hij o.a. optredens met poppenkastvoorstellingen, richtte een kinderkoor op en kwam met een 'kindervariété': een show met danseressen en een compleet orkest. The Heckscher Foundation for Children was ook eigenaar van 'The Heckscher Playground', een gedeelte van Central Park. Hier organiseerde Van Abkoude activiteiten waaraan duizenden kinderen tegelijk deelnamen. Tijdens deze periode bekwaamde Van Abkoude zich ook als goochelaar en buikspreker.
Hij bleek een zeer veelzijdig en getalenteerde entertainer. Het Amerikaanse tijdschrift Daily Review plaatste op 10 november 1974 een interview met de Amerikaanse goochelaar Paul Burleson, die in zijn jonge jaren nog met Van Abkoude had samengewerkt. Volgens Burleson kon Van Abkoude het toneel opkomen met alleen een bezem en daarmee meer lachers op zijn hand krijgen dan ieder ander met een vrachtwagen vol attributen.

### 1930 - 1934

#### Economische crisis
Eind 1929 verscheen Pietje Bell in Amerika, het vijfde deel van de reeks Pietje Bell-boeken. Het is feitelijk een vervolg op het tweede boek. Het gaat de naar Amerika afgereisde Pietje Bell behoorlijk voor de wind, terwijl de auteur in die periode met forse tegenslag te kampen heeft. Na de beurskrach van oktober 1929 op Wall Street ontstaat in de Verenigde Staten de grootste economische crisis van de twintigste eeuw. Het gevolg is een steeds grotere werkloosheid. Medio 1930 kreeg ook Van Abkoude te horen dat er geen werk meer voor hem was. Hij kon hierdoor de huur van zijn appartement in New York niet meer opbrengen en moest noodgedwongen verhuizen.

#### Danbury
Een collega van de Heckscher Foundation bood als tijdelijke oplossing een zomerhuisje in Danbury in Connecticut aan, waar Van Abkoude dankbaar gebruik van maakte. Een jaar later kon hij in de omgeving een deel van een boerderij huren.
Van Abkoude probeerde met broodschrijven zijn hoofd boven water te houden. Hij stuurde regelmatig artikelen naar Nederlandse kranten en tijdschriften en kwam met een aantal nieuwe boeken, waaronder twee nieuwe delen in de Pietje Bell reeks: Nieuwe avonturen van Pietje Bell (1931) en Pietje Bell is weer aan de gang (1934). De boeken over Pietje Bell waren nog wel redelijk succesvol, maar het overige werk sloeg niet meer aan bij het jeugdige publiek. Van Abkoude was inmiddels ruim 15 jaar weg uit Nederland waardoor het schrijven voor de Nederlandse jeugd hem steeds moeilijker afging. Vanwege de recessie slaagde hij er ook niet in optredens te regelen. De crisis sloeg hard toe bij de familie Van Abkoude.

#### Op reis met een woonwagen

De woonwagen waarmee Chris van Abkoude door de Verenigde Staten trok

In het voorjaar van 1934 bouwde Van Abkoude op een onderstel van een sloopauto een woonwagen, met als doel af te reizen naar de westkust van de Verenigde Staten. Deze regio was minder getroffen door de crisis en Van Abkoude hoopte er met optredens zijn brood te kunnen verdienen. De woonwagen bood net genoeg ruimte aan Van Abkoude en zijn vrouw. De drie oudste zonen waren al het huis uit. De jongste kinderen Fred en Mary moesten tijdens het reizen overnachten in een tent. De woonwagen werd door Van Abkoude beschilderd met Hollandse taferelen als molens en boeren en boerinnen op klompen. Tijdens de reis, die duurde van juni tot september 1934, wist Van Abkoude met veel pijn en moeite optredens te regelen waarmee hij levensonderhoud en benzine kon betalen.

### 1935 - 1960

#### Laatste publicaties
Het gezin verbleef ca. een jaar in Portland, Oregon, waar zoon Fred vanwege studie achterbleef. Dat jaar wist Van Abkoude met enige moeite nog een manuscript te verkopen aan Uitgeverij Van Holkema & Warendorf, die dit in 1936 uitbracht onder de titel Het verlaten huis. Datzelfde jaar verscheen bij Uitgeverij Kluitman Pietje Bell gaat vliegen; het laatste deel uit de Pietje Bell-reeks. Van Abkoude stond als auteur vermeld, maar het boek is met zijn toestemming geschreven door de Amsterdamse journalist en kinderboekenschrijver Nico Smith. Van Abkoude stopte vervolgens met het schrijven van kinderboeken voor Nederland. "He got tired of it", is de verklaring van zijn zoon Fred.
Van Abkoude met zijn vrouw en dochter Mary vertrokken in het najaar van 1935 naar Californië. Gedurende een aantal jaren wist Van Abkoude hier met wisselend succes als rondtrekkend kinderartiest de kost te verdienen. Financieel leefde hij van dag tot dag en een royalty-cheque van uitgeverij Kluitman voor een herdruk van een van zijn boeken bracht vaak uitkomst.

#### Alameda
Na zeven jaar met een woonwagen op pad te zijn geweest vestigde Van Abkoude zich medio 1941 in de aan San Francisco grenzende havenplaats Alameda. Tot zijn 70ste jaar bleef Van Abkoude regelmatig optredens voor kinderen verzorgen. Zijn ouderdomsuitkering weet hij in Alameda enige tijd aan te vullen met een baantje bij The Curtis Company, waarbij hij de taak had de verspreiding van tijdschriften in Alameda door de lokale jeugd te organiseren. De garage van zijn kleine woning diende als opslagplaats.
In 1950 kwam zijn vrouw Johanna te overlijden. Van Abkoude verdreef daarna de eenzaamheid met schilderen. Zijn bont beschilderde woning werd een geliefde pleisterplaats voor de jeugd van Alameda, die bij de oude kindervriend prachtige verhalen en een luisterend oor vond. De bejaarde entertainer haalde in 1951 nog een laatste huzarenstukje uit door het oprichten van een kindertheater in Alameda. Voor het Altarena Little Theatre was hij zowel decorbouwer, producent, schrijver, componist als regisseur. Eind 1952 werd hij getroffen door een beroerte en moest hij stoppen met zijn werkzaamheden. In de daaropvolgende drie jaar nam zijn gezondheid dusdanig af dat zoon Dirk hem medio 1955 naar Portland haalde, waar hij zijn laatste levensjaren doorbracht in een verzorgingstehuis.
Van Abkoude is nimmer naar Nederland teruggekeerd.

## Biografie
- De vader van Pietje Bell - Leven en werk van Chris van Abkoude, Jan Maliepaard en René Zwaap, Mets en Schilt, Amsterdam, 2003, ISBN 9789053303443
- Dát is Pietje Bell! - Het Geheime Leven van Chris van Abkoude, Jan Maliepaard en Jan Oudenaarden, Pepper Books, Alkmaar, 2017, ISBN 9789020608571

- Bibliothèque nationale de France: cb15553253m (data)
- Biografisch Portaal: 38203004
- Digitale Bibliotheek voor de Nederlandse Letteren: abko001
- Gemeinsame Normdatei: 120693194
- International Standard Name Identifier: 0000 0001 0990 0046
- Library of Congress Control Number: n2004029313
- Nationale Bibliotheek van Israël: 987007392894205171
- Nederlandse Thesaurus van Auteursnamen: 068905106
- Système universitaire de documentation: 193521296
- Virtual International Authority File: 76629279
- WorldCat: E39PBJgmQq6GDFdJgmYbCtCbBP